# Tiago de Melo Andrade

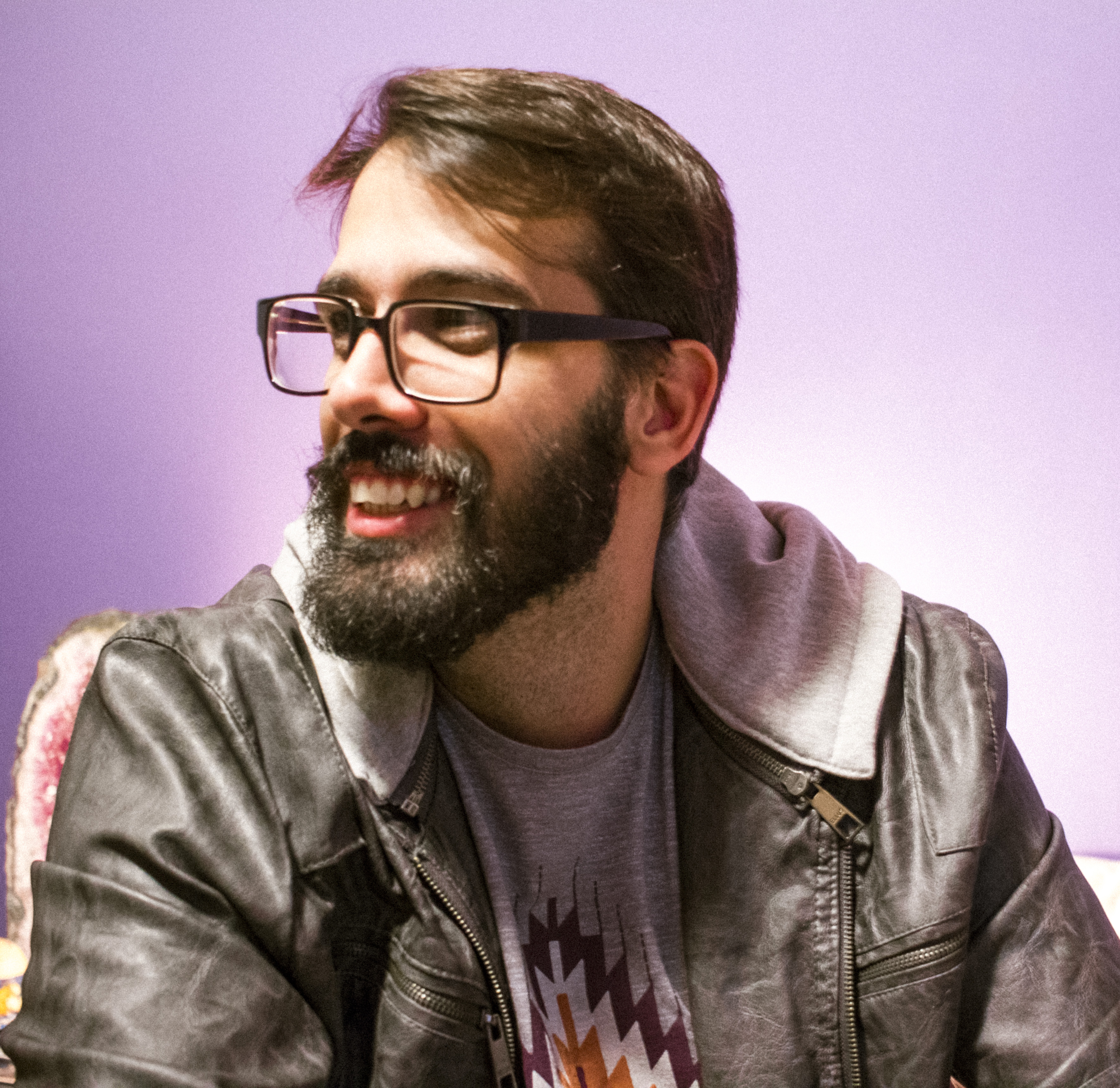
Tiago de Melo Andrade

Tiago de Melo Andrade (São José do Rio Preto, 08 de novembro de 1977) é um escritor brasileiro. Principalmente focado em literatura para juventude, iniciou sua trajetória publicando de forma independente no ano 2000 seu primeiro livro o infantil, "A Caixa Preta". Recebendo no ano seguinte o Prêmio Jabuti na categoria Autor Revelação. Morando em Uberaba-MG desde meados dos anos 80, cidade natal de sua família, dedica-se exclusivamente à literatura. Foi diversas vezes finalista em premiações importantes como o Prêmio Biblioteca Nacional.